# Lista de atletas brasileiros nos Jogos Olímpicos de Verão de 2000
A lista a seguir discrimina os atletas brasileiros que participaram da Sydney 2000, independentemente de terem logrado êxito na busca por medalhas.
A capital Brasília foi uma das candidatas a sediar os Jogos, oficialmente a segunda candidatura do Brasil, sem contar o interesse em sediar os Jogos de 1940 (que seriam de Tóquio e depois de Helsinque), pouco antes do cancelamento oficial por causa da Segunda Guerra Mundial. 
Nos Jogos Olímpicos de Verão de 2000, os Jogos de número XXVII, em Sydney, na Austrália, o Brasil participou de sua vigésima primeira Olimpíada, sendo a décima oitava participação nos Jogos de Verão, com 205 atletas, sendo 111 homens e 94 mulheres (atual recorde na participação feminina) em 24 esportes: ginástica artística, nado sincronizado, atletismo, basquetebol, voleibol de praia, boxe, canoagem, ciclismo, saltos ornamentais, hipismo, esgrima, futebol, handebol, judô, ginástica rítmica, remo, vela, natação, tênis de mesa, tênis, voleibol, levantamento de peso e estreou no taekwondo e no triatlo. Conquistando 12 medalhas: 6 de prata e 6 de bronze.
Subsedes:
Brisbane, Camberra, Melbourne e Adelaide (futebol); Blacktown (beisebol e softbol); Bondi Beach (voleibol de praia); Bass Hill (ciclismo de pista); Abbotsburry (ciclismo mountain bike); Melbourne (atletismo, futebol australiano, beisebol e hóquei); Penrith (canoagem e remo); Rose Bay (vela); Ryde (polo aquático); Horsley Park (tiro esportivo).
A missão foi mais uma vez chefiada por Carlos Arthur Nuzman e, apesar do bom número de medalhas total, nenhum brasileiro subiu ao alto do pódio, o que não acontecia desde Montreal 1976.
Nas competições de judô, foram conquistadas duas medalhas de prata. Tiago Camilo no "peso leve" e Carlos Honorato no "peso médio".
Da vela vieram duas medalhas com três atuais campeões Olímpicos: Robert Scheidt dessa vez foi medalhista de prata na "classe laser". Marcelo Ferreira e Torben Grael foram bronze na "classe star". Foi a quarta medalha de Torben e a segunda de Marcelo e Robert.
O Brasil conquistou quatro medalhas no vôlei: Na "praia", Adriana Behar e Shelda Bede conquistaram a prata; Adriana Samuel e Sandra Pires foram bronze (segunda medalha de ambas, nos Jogos passados como adversárias, mas agora jogando em dupla); Zé Marco e Ricardo foram prata; na "quadra" a medalha de bronze foi conquistada pela seleção feminina treinada por Bernardinho Rezende numa equipe com as medalhistas de 1996 Fofão, Virna e Leila (que no dia da conquista completava 29 anos de idade), reforçadas por Érika, Janina e Walewska, entre outras.
O mesmo time do hipismo, bronze em 1996 no "concurso de saltos", repetiu o feito em Sydney com a segunda medalha de bronze obtida pelos cavaleiros Doda, André Johannpeter, Luiz Felipe e Rodrigo Pessoa.
Nas piscinas os nadadores Carlos Jayme, Edvaldo Valério, Fernando Scherer e Gustavo Borges conquistaram a medalha de bronze no "revezamento 4x100 metros livre". Foi a segunda medalha de Xuxa e a quarta de Gustavo Borges, que mantém a dianteira ao lado de Torben Grael em número de conquistas, agora cada um com quatro pódios.
A seleção feminina de "basquete", treinada por Antônio Carlos Barbosa, conquistou o bronze, quinta medalha do basquete brasileiro e segunda do basquete feminino do país, com as medalhistas de prata de 1996 Adriana, Alessandra, Cíntia Tuiú, Janeth, Marta e Silvinha ganhando a companhia de Adrianinha, Helen, Lilian e Zaine, entre outras; o basquete masculino não se classificou pela segunda vez para disputar os Jogos.
Das pistas de atletismo veio a prata no "revezamento 4x100 metros rasos", com o quarteto formado pelos velocistas André Domingos, Claudinei Quirino, Édson Luciano e Vicente Lenílson, além do suplente Cláudio Roberto que participou das eliminatórias e recebeu tardiamente sua medalha. Segunda medalha também para André e Édson.
Com essas conquistas, Torben Grael e Gustavo Borges dispararam em número total de pódios na lista de medalhistas múltiplos com 4 conquistas cada. A relação quase que dobrou nessa edição, agora são mais 20 atletas vencedores de pelo menos duas medalhas (entre esses as primeiras 11 mulheres). Foram eles: Robert Scheidt, André Domingos, Édson Luciano, Xuxa, Doda, André Johannpeter, Luiz Felipe, Rodrigo Pessoa e Marcelo Ferreira. Foram elas: Sandra Pires, Adriana Samuel, Fofão, Leila, Virna, Adriana Santos, Alessandra Santos, Cíntia Tuiú, Janeth, Marta Sobral e Silvinha. O total subiu para 44 brasileiros com dois ou mais pódios conquistados. (Vide seção "Multimedalhistas").
Outros destaques:
Na ginástica artística Daniele Hypólito foi a quarta atleta brasileira a alcançar a final do "individual geral", terminando em 20.° lugar, melhor colocação da modalidade até aqui; no atletismo, Claudinei, Sanderlei e Eronilde disputaram finais individuais respectivamente nos "200 metros rasos", "400 metros rasos" e "400 metros com barreiras", concluindo sucessivamente em 6.°; 4.° e 5.° lugares; no "concurso completo de equitação", Cacá Parro disputou a final individual ficando em 21.° e o quarteto de "equitação por equipes" avançou também para a final, concluindo o torneio na 6.ª colocação; Rodrigo Pessoa, André Johannpeter e Luiz Felipe de Azevedo também disputaram a final individual do "concurso de saltos". André chegou na 4.ª colocação, Luiz Felipe foi eliminado na primeira rodada final e Rodrigo, que passou nas eliminatórias em 1.° lugar, zerando 2 vezes o percurso, chegou à final como favorito para a medalha de ouro, zerou o percurso na primeira passagem da final e se tornou a maior esperança brasileira de conquistar o único ouro dessa edição, mas foi eliminado na rodada decisiva, após o cavalo Baloubet du Rouet refugar três vezes um obstáculo e amargou a 27.ª posição; o "futebol masculino" treinado por Vanderlei Luxemburgo parou nas quartas de final com jogadores como Hélton, Júlio César, Álvaro, Fábio Aurélio, Fabiano, Alex Souza, Róger Flores, Athirson e os futuros campeões mundiais Lúcio e Ronaldinho que estariam na campanha do penta em 2002, entre outros; já o "futebol feminino" avançou à fase final, mais uma vez disputou o bronze e ficou na 4.ª posição. Novamente comandadas por Zé Duarte,  retornaram Sissi, Roseli, Kátia Cilene, Pretinha, Tânia Maranhão, Nenê, Marisa, Nildinha e Formiga, agora com os reforços de Andréia, Mônica, Daniela Alves, Simone Jatobá e Rosana; o "handebol feminino" estreou e concluiu na 8.ª colocação; o handebol masculino não participou dessa edição; no judô, das 12 categorias disputadas, 6 vezes o Brasil foi impedido de avançar ao perder confrontos para judocas italianos. Entre as brasileiras estava Vânia Ishii, filha de Chiaki Ishii e irmã de Tânia Ishii, que terminou no 7.° lugar na categoria "meio-médio"; uma italiana também interrompeu a estreia do país no Taekwondo, com a atleta Carmen Carolina terminando na 10.ª posição na categoria "peso pena"; Rogério Romero nadou as finais dos "200 metros costas" terminando em 7.° lugar; as irmãs Moraes estiveram na final do "dueto" do nado sincronizado, primeiras brasileiras a atingir essa marca, terminando no 12.° lugar; nas quadras de tênis, Gustavo Kuerten estreou nos Jogos. Nas "duplas masculino" com Jaime Oncins chegaram ao round de 32. No torneio de "simples masculino" alcançou as quartas de final; nas "duplas feminino" Joana Cortez e Vanessa Menga avançaram às oitavas; na estreia do "triatlo" foram 3 competidores em cada modalidade e a melhor colocação foi o 14.° lugar de Sandra Soldan; o vôlei masculino na "praia" ainda contou com a dupla Emanuel e Loiola que pararam no 9.° lugar e na "quadra", Radamés Lattari Filho treinou uma seleção masculina renovada que terminou em 6.° com Giovane, Tande, Maurício e Nalbert retornando com os reforços de André Heller, Giba e Marcelinho, entre outros; Maria Elizabete Jorge foi a primeira mulher brasileira a competir no levantamento de peso e conquistou a 9.ª colocação no "peso mosca".
Abaixo segue a relação dos esportistas brasileiros participantes da Sydney 2000.

## Ginástica artística
Feminino
Individual
| Atleta           | Modalidade       | Qualificação       | Qualificação       | Qualificação        | Qualificação        | Qualificação | Qualificação | Final              | Final              | Final               | Final               | Final       | Final     | Referência(s) |
| Atleta           | Modalidade       | Aparelho           | Aparelho           | Aparelho            | Aparelho            | Total        | Colocação    | Aparelho           | Aparelho           | Aparelho            | Aparelho            | Total       | Colocação | Referência(s) |
| Atleta           | Modalidade       | exercícios de solo | salto sobre a mesa | barras assimétricas | trave de equilíbrio | Total        | Colocação    | exercícios de solo | salto sobre a mesa | barras assimétricas | trave de equilíbrio | Total       | Colocação | Referência(s) |
| ---------------- | ---------------- | ------------------ | ------------------ | ------------------- | ------------------- | ------------ | ------------ | ------------------ | ------------------ | ------------------- | ------------------- | ----------- | --------- | ------------- |
| Daniele Hypólito | individual geral | 9.262 42.°         | 9.325 =28.°        | 9.062 =67.°         | 9.463 =30.°         | 37.111       | 33.° Q       | 9.450 16.°         | 8.962 33.°         | 9.600 =16.°         | 9.325 15.°          | 37.337      | 20.°      | [ 8 ]         |
| Camila Comin     | individual geral | 8.562 73.°         | 9.112 53.°         | 9.450 =44.°         | 9.200 55.°          | 36.324       | =48.°        | Não avançou        | Não avançou        | Não avançou         | Não avançou         | Não avançou | =49.°     | [ 8 ]         |

Aparelhos
| Atleta           | Modalidade          | Qualificação        | Final               | Colocação final | Referência(s) |
| Atleta           | Modalidade          | Resultado Colocação | Resultado Colocação | Colocação final | Referência(s) |
| ---------------- | ------------------- | ------------------- | ------------------- | --------------- | ------------- |
| Daniele Hypólito | exercícios de solo  | 9.262 42.°          | Não avançou         | 42.°            | [ 9 ]         |
| Daniele Hypólito | salto sobre a mesa  | 9.325 =28.°         | Não avançou         | =28.°           | [ 10 ]        |
| Daniele Hypólito | barras assimétricas | 9.062 =67.°         | Não avançou         | =67.°           | [ 11 ]        |
| Daniele Hypólito | trave de equilíbrio | 9.463 =30.°         | Não avançou         | =30.°           | [ 12 ]        |
| Camila Comin     | exercícios de solo  | 8.562 73.°          | Não avançou         | 73.°            | [ 13 ]        |
| Camila Comin     | salto sobre a mesa  | 9.112 53.°          | Não avançou         | 53.°            | [ 14 ]        |
| Camila Comin     | barras assimétricas | 9.450 =44.°         | Não avançou         | =44.°           | [ 15 ]        |
| Camila Comin     | trave de equilíbrio | 9.200 55.°          | Não avançou         | 55.°            | [ 16 ]        |

## Nado sincronizado
Feminino
| Aleta                          | Modalidade | Preliminar     | Preliminar   | Preliminar      | Preliminar     | Final        | Final           | Final           | Final           | Referência(s) |
| Aleta                          | Modalidade | Rotina técnica | Rotina livre | Resultado total | Rotina técnica | Rotina livre | Resultado total | Resultado total | Colocação final | Referência(s) |
| ------------------------------ | ---------- | -------------- | ------------ | --------------- | -------------- | ------------ | --------------- | --------------- | --------------- | ------------- |
| Carolina Moraes Isabela Moraes | dueto      | 90.267 13.°    | 91.200 12.°  | 90.873          | 12.° Q         | 90.267 12.°  | 91.000 12.°     | 90.743          | 12.°            | [ 17 ]        |

## Atletismo
Masculino
Eventos de pista e de estrada
| Atleta                                                                                          | Modalidade          | Eliminatória | Eliminatória | Quartas de final | Quartas de final | Semifinal   | Semifinal   | Final       | Final     | Referência(s) |
| Atleta                                                                                          | Modalidade          | Resultado    | Colocação    | Resultado        | Colocação        | Resultado   | Colocação   | Resultado   | Colocação | Referência(s) |
| ----------------------------------------------------------------------------------------------- | ------------------- | ------------ | ------------ | ---------------- | ---------------- | ----------- | ----------- | ----------- | --------- | ------------- |
| Vicente Lenílson                                                                                | 100 m               | 10.31        | 2.° Q        | 10.28            | 5.°              | Não avançou | Não avançou | Não avançou | 23.°      | [ 18 ]        |
| Cláudio Roberto Souza                                                                           | 100 m               | 10.31        | 2.° q        | 10.47            | 6.°              | Não avançou | Não avançou | Não avançou | 30.°      | [ 18 ]        |
| Raphael Raymundo de Oliveira                                                                    | 100 m               | 10.44        | 5.°          | Não avançou      | Não avançou      | Não avançou | Não avançou | Não avançou | 50.°      | [ 18 ]        |
| Claudinei Quirino                                                                               | 200 m               | 20.70        | 1.° Q        | 20.24            | 3.° Q            | 20.30       | 3.° Q       | 20.28       | 6.°       | [ 19 ]        |
| André Domingos                                                                                  | 200 m               | 20.95        | 4.°          | Não avançou      | Não avançou      | Não avançou | Não avançou | Não avançou | 34.°      | [ 19 ]        |
| Sanderlei Parrela                                                                               | 400 m               | 45.55        | 1.° Q        | 45.55            | 4.° Q            | 45.17       | 4.° Q       | 45.01       | 4.°       | [ 20 ]        |
| Osmar Barbosa dos Santos                                                                        | 800 m               | 1:47.05      | 4.° q        | _                | _                | 1:47.68     | =8.°        | Não avançou | 24.°      | [ 21 ]        |
| Hudson de Souza                                                                                 | 1500 m              | 3:39.70      | 10.° q       | _                | _                | 3:41.00     | 8.°         | Não avançou | 15.°      | [ 22 ]        |
| Vanderlei Cordeiro de Lima                                                                      | maratona            | _            | _            | _                | _                | _           | _           | 2:37:08     | 75.°      | [ 23 ]        |
| Éder Fialho                                                                                     | maratona            | _            | _            | _                | _                | _           | _           | DNF         | 89.°      | [ 23 ]        |
| Osmiro de Souza Silva                                                                           | maratona            | _            | _            | _                | _                | _           | _           | DNF         | 90.°      | [ 23 ]        |
| Márcio Simão de Souza                                                                           | 110 m com barreiras | 13.70        | 5.° q        | 13.71            | 5.°              | Não avançou | Não avançou | Não avançou | 20.°      | [ 24 ]        |
| Eronilde Nunes de Araújo                                                                        | 400 m com barreiras | 50.06        | 1.° Q        | _                | _                | 48.76       | 2.° Q       | 48.34       | 5.°       | [ 25 ]        |
| André Domingos Claudinei Quirino Édson Luciano Vicente Lenílson Cláudio Roberto Souza (reserva) | 4×100 m             | 38.32        | 1.° Q        | _                | _                | 38.27       | 2.° Q       | 37.90       | 2.°       | [ 26 ]        |

Eventos de campo
| Atleta                        | Modalidade         | Qualificação | Qualificação | Final       | Final     | Referência(s) |
| Atleta                        | Modalidade         | Resultado    | Colocação    | Resultado   | Colocação | Referência(s) |
| ----------------------------- | ------------------ | ------------ | ------------ | ----------- | --------- | ------------- |
| Nélson Carlos Ferreira Júnior | salto em distância | 7.32         | 25.°         | Não avançou | 43.°      | [ 27 ]        |

Feminino
Eventos de campo
| Atleta                   | Modalidade          | Qualificação | Qualificação | Final       | Final     | Referência(s) |
| Atleta                   | Modalidade          | Resultado    | Colocação    | Resultado   | Colocação | Referência(s) |
| ------------------------ | ------------------- | ------------ | ------------ | ----------- | --------- | ------------- |
| Maurren Maggi            | salto em distância  | 6.35         | 14.°         | Não avançou | 24.°      | [ 28 ]        |
| Luciana Alves dos Santos | salto em distância  | NM           | =17.°        | Não avançou | =35.°     | [ 28 ]        |
| Luciana Alves dos Santos | salto triplo        | 13.48        | 11.°         | Não avançou | 24.°      | [ 29 ]        |
| Sueli Pereira dos Santos | lançamento de dardo | 56.27        | 14.°         | Não avançou | 23.°      | [ 30 ]        |

## Basquetebol
Feminino
Primeira fase
Grupo A
| V |  | Brasil | 76–60 | Eslováquia |  |  |  |

| D |  | Austrália | 81–70 | Brasil |  |  |  |

| V |  | Brasil | 82–48 | Senegal |  |  |  |

| D |  | França | 73–70 | Brasil | (63-63•10-7>AET) |  |  |

| D |  | Canadá | 61–60 | Brasil |  |  |  |

Colocação no grupo: 3.° Q
Tabela - Grupo A
| Equipe     | Jogos | Vitórias | Derrotas | Pontos pró | Pontos contra | Saldo de pontos | Pontuação |
| ---------- | ----- | -------- | -------- | ---------- | ------------- | --------------- | --------- |
| Austrália  | 5     | 5        | 0        | 394        | 264           | +130            | 10        |
| França     | 5     | 4        | 1        | 338        | 287           | +51             | 8         |
| Brasil     | 5     | 2        | 3        | 358        | 323           | +35             | 4         |
| Eslováquia | 5     | 2        | 3        | 294        | 292           | +2              | 4         |
| Canadá     | 5     | 2        | 3        | 283        | 317           | -34             | 4         |
| Senegal    | 5     | 0        | 5        | 199        | 383           | -184            | 0         |

|  | Classificados para as quartas |
|  | Disputa de 9.° a 12.°         |

Quartas de final
| V |  | Brasil | 68–67 | Rússia |  |  |  |

Semifinal
| D |  | Austrália | 64–52 | Brasil |  |  |  |

Disputa do 3.° lugar
| V |  | Brasil | 84–73 | Coreia do Sul | 65-65•19-8>AET |  |  |

Colocação final: 3.°
Equipe:
Adriana Santos
Adrianinha Pinto Mafra
Alessandra Santos
Cíntia Tuiú
Claudinha Neves
Helen Luz
Janeth Arcain
Kelly Müller
Lilian Gonçalves
Marta Sobral
Silvinha Luz
Zaine David

Referência(s): 

## Voleibol de praia
Masculino
| Atletas                      | Primeira rodada                        | Segunda rodada                        | Terceira rodada       | Oitavas de final                      | Quartas de final                    | Semifinal                           | Disputa do Bronze     | Final                                                 | Colocação final | Referência(s) |
| Atletas                      | Adversários Resultado                  | Adversários Resultado                 | Adversários Resultado | Adversários Resultado                 | Adversários Resultado               | Adversários Resultado               | Adversários Resultado | Adversários Resultado                                 | Colocação final | Referência(s) |
| ---------------------------- | -------------------------------------- | ------------------------------------- | --------------------- | ------------------------------------- | ----------------------------------- | ----------------------------------- | --------------------- | ----------------------------------------------------- | --------------- | ------------- |
| Ricardo Santos Zé Marco Melo | SWE Björn Berg / Simon Dahl V 15-5     | _                                     | _                     | AUT Nik Berger / Oliver Stamm V 16-14 | CAN John Child / Mark Heese V 15-13 | GER Axel Hager / Jörg Ahmann V 15-5 | _                     | GER Dain Blanton / Eric Fonoimoana D 2-0 (12-11•12-9) | 2.°             | [ 32 ]        |
| Emanuel Rego José Loiola     | AUS Josh Slack / Matt Grinlaubs V 15-3 | ESP Fabio Díez / Javier Bosma D 16-17 | Não avançou           | Não avançou                           | Não avançou                         | Não avançou                         | Não avançou           | Não avançou                                           | =9.°            | [ 32 ]        |

Feminino
| Atletas                     | Primeira rodada                               | Segunda rodada        | Terceira rodada       | Oitavas de final                                  | Quartas de final                         | Semifinal                                     | Disputa do Bronze                                   | Final                                                      | Colocação final | Referência(s) |
| Atletas                     | Adversárias Resultado                         | Adversárias Resultado | Adversárias Resultado | Adversárias Resultado                             | Adversárias Resultado                    | Adversárias Resultado                         | Adversárias Resultado                               | Adversárias Resultado                                      | Colocação final | Referência(s) |
| --------------------------- | --------------------------------------------- | --------------------- | --------------------- | ------------------------------------------------- | ---------------------------------------- | --------------------------------------------- | --------------------------------------------------- | ---------------------------------------------------------- | --------------- | ------------- |
| Adriana Behar Shelda Bedê   | BUL Lina Yanchulova / Petya Yanchulova V 15-3 | _                     | _                     | GER Danja Müsch / Maike Friedrichsen V 15-9       | USA Holly McPeak / Misty May V 16-14     | JPN Mika Saiki / Yukiko Takahashi V 15-10     | _                                                   | AUS Kerri-Ann Pottharst / Natalie Cook D 0-2 (11-12•10-12) | 2.°             | [ 33 ]        |
| Adriana Samuel Sandra Pires | CUB Dalixia Fernández / Tamara Larrea V 15-4  | _                     | _                     | POR Cristina Pereira / Maria José Schuller V 15-6 | AUS Pauline Gooley / Tania Manser V 15-7 | AUS Kerri-Ann Pottharst / Natalie Cook D 6-15 | JPN Mika Saiki / Yukiko Takahashi V 2-0 (12-4•12-6) | _                                                          | 3.°             | [ 33 ]        |

## Boxe
Masculino
| Atleta                  | Modalidade              | 1ª Rodada                    | 2ª Rodada                      | 3ª Rodada            | Quartas de final     | Semifinal            | Final                | Colocação final | Referência(s) |
| Atleta                  | Modalidade              | Adversário Resultado         | Adversário Resultado           | Adversário Resultado | Adversário Resultado | Adversário Resultado | Adversário Resultado | Colocação final | Referência(s) |
| ----------------------- | ----------------------- | ---------------------------- | ------------------------------ | -------------------- | -------------------- | -------------------- | -------------------- | --------------- | ------------- |
| Dedé Albuquerque        | peso mosca-ligeiro      | UKR Valeriy Sydorenko D 7-12 | Não avançou                    | Não avançou          | Não avançou          | Não avançou          | Não avançou          | =17.°           | [ 34 ]        |
| Valdemir Sertão         | peso pena               | AUS James Swan V 8-4         | TUR Ramaz Paliani D RSC-3      | Não avançou          | Não avançou          | Não avançou          | Não avançou          | =9.°            | [ 35 ]        |
| Agnaldo Nunes Magalhães | peso leve               | AUS Michael Katsidis D 6-15  | Não avançou                    | Não avançou          | Não avançou          | Não avançou          | Não avançou          | =17.°           | [ 36 ]        |
| Kelson Pinto            | peso meio-médio-Ligeiro | PAK Ghulam Shabbir V RSC-4   | UZB Muhammad Abdullaev D RSC-4 | Não avançou          | Não avançou          | Não avançou          | Não avançou          | =9.°            | [ 37 ]        |
| Cleiton Conceição       | peso médio              | USA Jeff Lacy D RSC-3        | Não avançou                    | Não avançou          | Não avançou          | Não avançou          | Não avançou          | =17.°           | [ 38 ]        |
| Lino Barros             | peso meio-pesado        | AUS Danny Green D RSC-4      | Não avançou                    | Não avançou          | Não avançou          | Não avançou          | Não avançou          | =17.°           | [ 39 ]        |

## Canoagem
Masculino
Slalom
| Atleta             | Modalidade | Preliminares        | Preliminares        | Preliminares    | Final               | Final               | Final           | Colocação final | Referência(s) |
| Atleta             | Modalidade | Corrida 1 Colocação | Corrida 2 Colocação | Total Colocação | Corrida 1 Colocação | Corrida 2 Colocação | Total Colocação | Colocação final | Referência(s) |
| ------------------ | ---------- | ------------------- | ------------------- | --------------- | ------------------- | ------------------- | --------------- | --------------- | ------------- |
| Cássio Ramon Petry | C-1        | 145.63 14.°         | 148.09 14.°         | 293.72 14       | Não avançou         | Não avançou         | Não avançou     | 14.°            | [ 40 ]        |

Velocidade
| Atleta                         | Modalidade | Eliminatórias | Eliminatórias | Repescagem  | Repescagem  | Semifinal   | Semifinal   | Final       | Final       | Colocação final | Referência(s) |
| Atleta                         | Modalidade | Resultado     | Colocação     | Resultado   | Colocação   | Resultado   | Colocação   | Resultado   | Colocação   | Colocação final | Referência(s) |
| ------------------------------ | ---------- | ------------- | ------------- | ----------- | ----------- | ----------- | ----------- | ----------- | ----------- | --------------- | ------------- |
| Róger Caumo                    | K-1 500 m  | 1:49.955      | 8.°           | Não avançou | Não avançou | Não avançou | Não avançou | Não avançou | Não avançou | 29.°            | [ 41 ]        |
| Róger Caumo                    | K-1 1000 m | 3:52.082      | 8.°           | Não avançou | Não avançou | Não avançou | Não avançou | Não avançou | Não avançou | 29.°            | [ 42 ]        |
| Guto Campos Sebastián Cuattrin | K-2 500 m  | 1:35.662      | 7.° q         | _           | _           | 1:45.868    | 8.°         | Não avançou | Não avançou | 19.°            | [ 43 ]        |
| Guto Campos Sebastián Cuattrin | K-2 1000 m | 3:21.228      | 7.° q         | _           | _           | 3:22.496    | 6.°         | Não avançou | Não avançou | 12.°            | [ 44 ]        |

## Ciclismo
Masculino
Mountain bike cross-country
| Atleta        | Modalidade         | Resultado | Colocação | Referência(s) |
| ------------- | ------------------ | --------- | --------- | ------------- |
| Renato Seabra | 49.4 km individual | DNF       | =40.°     | [ 45 ]        |

Estrada
Velocidade
| Atleta         | Modalidade          | Resultado | Colocação | Referência(s) |
| -------------- | ------------------- | --------- | --------- | ------------- |
| Murilo Fischer | 239.4 km individual | 5:52:47   | 88.°      | [ 46 ]        |

Feminino
Estrada
Velocidade
| Atleta                      | Modalidade          | Resultado | Colocação | Referência(s) |
| --------------------------- | ------------------- | --------- | --------- | ------------- |
| Cláudia Carceroni Saintagne | 119.7 km individual | 3:24:19   | 44.°      | [ 47 ]        |
| Janildes Fernandes          | 119.7 km individual | 3:35:12   | 49.°      | [ 47 ]        |

## Saltos ornamentais
Masculino
| Atleta        | Modalidade      | Preliminar | Preliminar | Semifinal   | Semifinal   | Semifinal   | Semifinal   | Final       | Final           | Referência(s) |
| Atleta        | Modalidade      | Resultado  | Colocação  | Resultado   | Colocação   | Total       | Colocação   | Resultado   | Colocação final | Referência(s) |
| ------------- | --------------- | ---------- | ---------- | ----------- | ----------- | ----------- | ----------- | ----------- | --------------- | ------------- |
| Cassius Duran | trampolim 3 m   | 382.08     | 14.° Q     | 216.06      | 13.°        | 598.14      | 14.°        | Não avançou | 14.°            | [ 48 ]        |
| Cassius Duran | plataforma 10 m | 331.86     | 28.°       | Não avançou | Não avançou | Não avançou | Não avançou | Não avançou | 28.°            | [ 49 ]        |

Feminino
| Atleta         | Modalidade      | Preliminar | Preliminar | Semifinal   | Semifinal   | Semifinal   | Semifinal   | Final       | Final           | Referência(s) |
| Atleta         | Modalidade      | Resultado  | Colocação  | Resultado   | Colocação   | Total       | Colocação   | Resultado   | Colocação final | Referência(s) |
| -------------- | --------------- | ---------- | ---------- | ----------- | ----------- | ----------- | ----------- | ----------- | --------------- | ------------- |
| Juliana Veloso | trampolim 3 m   | 220.62     | 35.°       | Não avançou | Não avançou | Não avançou | Não avançou | Não avançou | 35.°            | [ 50 ]        |
| Juliana Veloso | plataforma 10 m | 266.04     | 19.°       | Não avançou | Não avançou | Não avançou | Não avançou | Não avançou | 19.°            | [ 51 ]        |

## Hipismo
Aberto
Concurso de adestramento
| Atleta                  | Cavalo              | Modalidade              | Rodada 1            | Rodada 2            | Rodada 3 (final)          | Referência(s) |
| Atleta                  | Cavalo              | Modalidade              | Resultado Colocação | Resultado Colocação | Resultado Colocação final | Referência(s) |
| ----------------------- | ------------------- | ----------------------- | ------------------- | ------------------- | ------------------------- | ------------- |
| Jorge Ferreira da Rocha | Quixote Lanciano 13 | adestramento individual | 54.00 47.°          | Não avançou         | 54.00 47.°                | [ 52 ]        |

Concurso completo de equitação
| Atleta                                                                    | Cavalo                                          | Modalidade           | Adestramento          | Cross-country         | Saltos                | Total                 | Fase 2                | Colocação final | Referência(s) |
| Atleta                                                                    | Cavalo                                          | Modalidade           | Penalidades Colocação | Penalidades Colocação | Penalidades Colocação | Penalidades Colocação | Penalidades Colocação | Colocação final | Referência(s) |
| ------------------------------------------------------------------------- | ----------------------------------------------- | -------------------- | --------------------- | --------------------- | --------------------- | --------------------- | --------------------- | --------------- | ------------- |
| Cacá Paro                                                                 | CDC Feline                                      | equitação individual | 81.60 36.°            | 19.20 17.°            | 47.00 23.°            | 147.80 21.°           | 100.80 20.°           | 21.°            | [ 53 ]        |
| Roberto Carvalho de Macedo                                                | HC Fricote                                      | equitação individual | 93.20 38.°            | 80.00 DNF =26.°       | DNS =25.°             | NM =24.°              | DNF =26.°             | =24.°           | [ 53 ]        |
| Éder Gustavo Pagoto Guto de Faria Serguei Fofanoff Vicente de Araújo Neto | Amazonian Do Feroleto Hunefer Sanderston Teveri | equitação equipe     | 215.00 12.°           | 36.00 5.°             | 43.00 6.°             | 333.00 6.°            | 266.00 7.°            | 6.°             | [ 54 ]        |

Concurso de saltos
| Atleta                                                                              | Cavalo                                 | Modalidade        | Classificatória       | Classificatória       | Classificatória       | Classificatória       | Final                 | Final                 | Final                       | Referência(s) |
| Atleta                                                                              | Cavalo                                 | Modalidade        | Rodada 1              | Rodada 2              | Rodada 3              | Total                 | Rodada 1              | Rodada 2              | Total                       | Referência(s) |
| Atleta                                                                              | Cavalo                                 | Modalidade        | Penalidades Colocação | Penalidades Colocação | Penalidades Colocação | Penalidades Colocação | Penalidades Colocação | Penalidades Colocação | Penalidades Colocação final | Referência(s) |
| ----------------------------------------------------------------------------------- | -------------------------------------- | ----------------- | --------------------- | --------------------- | --------------------- | --------------------- | --------------------- | --------------------- | --------------------------- | ------------- |
| André Johannpeter                                                                   | Calei                                  | saltos individual | 5.25 =13.°            | 8.00 =24.°            | 16.00 =49.°           | 29.25 =34.° q         | 4.00 =5.° Q           | 4.00 =5.°             | 8.00 =4.°                   | [ 55 ]        |
| Rodrigo Pessoa                                                                      | Baloubet du Rouet                      | saltos individual | 5.00 =11.°            | 0.00 =1.°             | 0.00 =1.°             | 5.00 1. Q             | 0.00 =1 Q             | DNF =27.°             | DNF =27.°                   | [ 55 ]        |
| Luiz Felipe de Azevedo                                                              | Ralph 12                               | saltos individual | 4.75 =9.°             | 0.00 =1.°             | 8.00 =20.°            | 12.75 =6.° Q          | 16.00 =33.°           | Não avançou           | =32.°                       | [ 55 ]        |
| Álvaro Doda de Miranda Neto                                                         | Aspen                                  | saltos individual | 24.75 =66.°           | 4.00 =12.°            | 12.00 =38.°           | 40.75 51.°            | Não avançou           | Não avançou           | 51.°                        | [ 55 ]        |
| Álvaro Doda de Miranda Neto André Johannpeter Luiz Felipe de Azevedo Rodrigo Pessoa | Aspen Calei Ralph 12 Baloubet du Rouet | saltos equipe     | _                     | _                     | _                     | _                     | 12.00 =4.° Q          | 12.00 3.°             | 24.00 3.°                   | [ 56 ]        |

## Esgrima
Masculino
| Atleta                          | Modalidade | Eliminatória 1           | Eliminatória 2       | Oitavas de final     | Quartas de final     | Semifinal            | Final                | Colocação final | Referência(s) |
| Atleta                          | Modalidade | Adversário Resultado     | Adversário Resultado | Adversário Resultado | Adversário Resultado | Adversário Resultado | Adversário Resultado | Colocação final | Referência(s) |
| ------------------------------- | ---------- | ------------------------ | -------------------- | -------------------- | -------------------- | -------------------- | -------------------- | --------------- | ------------- |
| Marco Antonio Trevizani Martins | florete    | GBR James Beevers D 7-15 | Não avançou          | Não avançou          | Não avançou          | Não avançou          | Não avançou          | 37.°            | [ 57 ]        |

## Futebol
Masculino
Primeira fase
Grupo D
| V |  | Brasil | 3–1 | Eslováquia |  |  |  |

| D |  | África do Sul | 3–1 | Brasil |  |  |  |

| V |  | Brasil | 1–0 | Japão |  |  |  |

Colocação no grupo: 1.° Q
Tabela - Grupo D
| Equipe        | Partidas | Vitórias | Empates | Derrotas | Gols pró | Gols contra | Saldo de gols | Pontos |
| ------------- | -------- | -------- | ------- | -------- | -------- | ----------- | ------------- | ------ |
| Brasil        | 3        | 2        | 0       | 1        | 5        | 4           | +1            | 6      |
| Japão         | 3        | 2        | 0       | 1        | 4        | 3           | +1            | 6      |
| África do Sul | 3        | 1        | 0       | 2        | 5        | 5           | 0             | 3      |
| Eslováquia    | 3        | 1        | 0       | 2        | 4        | 6           | -2            | 3      |

|  | Classificados para as quartas de final |

Quartas de final
| D |  | Camarões | 2–1 | Brasil | 1x1•ET>1x0 |  |  |

Não avançou
Colocação final: 7.°
Equipe:
Alex Souza
Alexandre Rotweiller
Álvaro de Aquino
André Luís Garcia
Athirson Mazzoli
Dermival Baiano
Edu Schmidt
Fabiano Pereira
Fábio Aurélio
Fábio Bilica
Fábio Costa
Flávio Pinto
Geovanni Maurício
Hélton Arruda
Júlio César Espíndola
Leandro Amaral
Lucas Severino
Lúcio Ferreira
Marcos Paulo Alves
Mozart Santos
Róger Flores
Ronaldinho Moreira

Referência(s): 
Feminino
Primeira fase
Grupo E
| V |  | Brasil | 2–0 | Suécia |  |  |  |

| D |  | Alemanha | 2–1 | Brasil |  |  |  |

| V |  | Brasil | 2–1 | Austrália |  |  |  |

Colocação no grupo: 2.° Q
Tabela - Grupo E
| Equipe    | Jogos | Vitórias | Empates | Derrotas | Gols pró | Gols contra | Saldo de gols | Pontos |
| --------- | ----- | -------- | ------- | -------- | -------- | ----------- | ------------- | ------ |
| Alemanha  | 3     | 3        | 0       | 0        | 6        | 1           | +5            | 9      |
| Brasil    | 3     | 2        | 0       | 1        | 5        | 3           | +2            | 6      |
| Suécia    | 3     | 0        | 1       | 2        | 1        | 4           | -3            | 1      |
| Austrália | 3     | 0        | 1       | 2        | 2        | 6           | -4            | 1      |

|  | Classificados para as semifinais |

Semifinal
| D |  | Estados Unidos | 1–0 | Brasil |  |  |  |

Decisão do 3.° lugar
| D |  | Alemanha | 2–0 | Brasil |  |  |  |

Colocação final: 4.°
Equipe:
Andréia Suntaque
Cidinha Dias
Daniela Alves
Delma Pretinha
Grazi Nascimento
Juliana Cabral
Kátia Cilene
Marisa Pires Nogueira
Marlisa Maravilha
Maycon Santos
Miraíldes Formiga
Mônica de Paula
Nenê Cavalcanti
Nildinha Ismael
Priscilla Mayla
Raquel Noronha
Rosana Augusto
Roseli de Belo
Simone Jatobá
Sissi Lima
Suzana Ferreira
Tânia Maranhão

Referência(s): 

## Handebol
Feminino
Primeira fase
Grupo B
| V |  | Brasil | 32–19 | Austrália |  |  |  |

| D |  | Áustria | 45–26 | Brasil |  |  |  |

| D |  | Noruega | 30–16 | Brasil |  |  |  |

| D |  | Dinamarca | 39–26 | Brasil |  |  |  |

Colocação no grupo: 4.° Q
Tabela - Grupo B
| Equipe    | Jogos | Vitórias | Empates | Derrotas | Gols pró | Gols contra | Saldo de gols | Pontos |
| --------- | ----- | -------- | ------- | -------- | -------- | ----------- | ------------- | ------ |
| Noruega   | 4     | 4        | 0       | 0        | 101      | 72          | +29           | 8      |
| Dinamarca | 4     | 3        | 0       | 1        | 124      | 83          | +41           | 6      |
| Áustria   | 4     | 2        | 0       | 2        | 131      | 90          | +41           | 4      |
| Brasil    | 4     | 1        | 0       | 3        | 100      | 133         | -33           | 2      |
| Austrália | 4     | 0        | 0       | 4        | 59       | 137         | -78           | 0      |

|  | Classificados para as quartas de final |
|  | Disputa de 9.° e 10.°                  |

Quartas de final
| D |  | Coreia do Sul | 35–24 | Brasil |  |  |  |

Torneio de 5.° a 8.°
| D |  | França | 32–23 | Brasil |  |  |  |

Disputa do 7.° lugar
| D |  | Roménia | 38–33 | Brasil |  |  |  |

Colocação final: 8.°
Equipe:
Alessandra Medeiros
Aline Chicória
Chana Masson
Daly Mesquita
Dilane Roese
Fátima Loureiro
Lucila Vianna da Silva
Meg Conte
Meg Montão
Rosana de Aleluia
Sandra de Oliveira
Valéria de Oliveira
Vivi Jacques
Viviani Emerick
Zezé Sales

Referência(s): 

## Judô
Masculino
| Atleta              | Modalidade       | Chave | Rodada 1                        | Rodada 2                      | Rodada 3             | Quartas de final                 | Semifinal                     | Final de chave                       | Repescagem                                               | Disputa de 3.°       | Final                          | Colocação final | Referência(s) |
| Atleta              | Modalidade       | Chave | Adversário Resultado            | Adversário Resultado          | Adversário Resultado | Adversário Resultado             | Adversário Resultado          | Adversário Resultado                 | Adversário Resultado                                     | Adversário Resultado | Adversário Resultado           | Colocação final | Referência(s) |
| ------------------- | ---------------- | ----- | ------------------------------- | ----------------------------- | -------------------- | -------------------------------- | ----------------------------- | ------------------------------------ | -------------------------------------------------------- | -------------------- | ------------------------------ | --------------- | ------------- |
| Denílson Lourenço   | peso ligeiro     | A     | Bye                             | BLR Natik Bahirau D Waza-ari  | Não avançou          | Não avançou                      | Não avançou                   | Não avançou                          | Não avançou                                              | Não avançou          | Não avançou                    | =17.°           | [ 61 ]        |
| Henrique Guimarães  | peso meio-leve   | B     | Bye                             | SWE Gabriel Bengtsson V Ippon | _                    | ITA Girolamo Giovinazzo D Ippon  | _                             | _                                    | PUR Melvin Méndez V Yuko GEO Giorgi Vazagashvili D Ippon | Não avançou          | Não avançou                    | =9.°            | [ 62 ]        |
| Tiago Camilo        | peso leve        | A     | Bye                             | ISR Gil Ofer V Ippon          | _                    | ALG Noureddine Yagoubi V Ippon   | POR Michel Almeida V Waza-ari | KOR Choi Yong-Sin V Ippon            | _                                                        | _                    | ITA Giuseppe Maddaloni D Ippon | 2.°             | [ 63 ]        |
| Marcel Aragão       | peso meio-médio  | A     | Bye                             | CUB Gabriel Arteaga D Yuko    | Não avançou          | Não avançou                      | Não avançou                   | Não avançou                          | Não avançou                                              | Não avançou          | Não avançou                    | =18.°           | [ 64 ]        |
| Carlos Honorato     | peso médio       | B     | INA Krisna Bayu V Ippon         | _                             | _                    | ESP Fernando González V Waza-ari | JPN Hidehiko Yoshida V Ippon  | FRA Frédéric Demontfaucon V Waza-ari | _                                                        | _                    | NED Mark Huizinga D Ippon      | 2.°             | [ 65 ]        |
| Mário Sabino Júnior | peso meio-pesado | B     | GER Daniel Gürschner V Ippon    | _                             | _                    | LTU Marius Paškevičius V Ippon   | ITA Luigi Guido D Ippon       | _                                    | UZB Armen Bagdasarov V Yuko ISR Arik Ze'evi D Ippon      | Não avançou          | Não avançou                    | =7.°            | [ 66 ]        |
| Daniel Hernandes    | peso pesado      | B     | ALG Mohamed Bouaichaoui V Ippon | _                             | _                    | CZE Petr Jákl V Ippon            | EST Indrek Pertelson D Ippon  | _                                    | ESP Ernesto Pérez D Ippon                                | Não avançou          | Não avançou                    | =9.°            | [ 67 ]        |

Feminino
| Atleta           | Modalidade       | Chave | Rodada 1                           | Rodada 2                       | Rodada 3             | Quartas de final              | Semifinal                    | Final de chave       | Repescagem                                                                | Disputa de 3.°       | Final                | Colocação final | Referência(s) |
| Atleta           | Modalidade       | Chave | Adversário Resultado               | Adversário Resultado           | Adversário Resultado | Adversário Resultado          | Adversário Resultado         | Adversário Resultado | Adversário Resultado                                                      | Adversário Resultado | Adversário Resultado | Colocação final | Referência(s) |
| ---------------- | ---------------- | ----- | ---------------------------------- | ------------------------------ | -------------------- | ----------------------------- | ---------------------------- | -------------------- | ------------------------------------------------------------------------- | -------------------- | -------------------- | --------------- | ------------- |
| Mariana Martins  | peso ligeiro     | B     | Bye                                | GER Anna-Maria Gradante D Yuko | _                    | _                             | _                            | _                    | BEL Ann Simons D Yuko                                                     | Não avançou          | Não avançou          | =9.°            | [ 68 ]        |
| Tânia Ferreira   | peso leve        | B     | CAN Michelle Buckingham V Waza-ari | _                              | _                    | CHN Shen Jun D Ippon          | _                            | _                    | ITA Cinzia Cavazzuti D Waza-ari                                           | Não avançou          | Não avançou          | =9.°            | [ 69 ]        |
| Vânia Ishii      | peso meio-médio  | A     | NED Daniëlle Vriezema V Ippon      | _                              | _                    | ESP Sara Álvarez V Ippon      | ITA Jenny Gal-Vismara D Yuko | _                    | RUS Anna Sarayeva V Ippon BEL Gella Vandecaveye D Ippon                   | Não avançou          | Não avançou          | =7.°            | [ 70 ]        |
| Ednanci Silva    | peso meio-pesado | B     | POR Sandra Godinho V Waza-ari      | _                              | _                    | AUS Natalie Jenkinson V Ippon | CHN Tang Lin D Waza-ari      | _                    | MGL Sambuugiin Dashdulam V Ippon ITA Emanuela Pierantozzi D Yuko          | Não avançou          | Não avançou          | =7.°            | [ 71 ]        |
| Priscila Marques | peso pesado      | B     | Bye                                | Bye                            | Bye                  | TPE Lee Hsiao-Hung V Koka     | CHN Yuan Hua D Ippon         | _                    | NZL Fiona Iredale V Waza-ari awasete Ippon FRA Christine Cicot D Waza-ari | Não avançou          | Não avançou          | =7.°            | [ 72 ]        |

## Ginástica rítmica
Feminino
| Atletas                                                                                             | Modalidade | Qualificação | Qualificação  | Qualificação | Qualificação | Final      | Final         | Final  | Final           | Referência(s) |
| Atletas                                                                                             | Modalidade | maças        | arcos e fitas | Total        | Colocação    | maças      | arcos e fitas | Total  | Colocação final | Referência(s) |
| --------------------------------------------------------------------------------------------------- | ---------- | ------------ | ------------- | ------------ | ------------ | ---------- | ------------- | ------ | --------------- | ------------- |
| Alessandra Ferezin Camila Ferezin Dayane Camillo Flávia de Faria Natália Scherer Thalita Nakadomari | grupo      | 19.150 8.°   | 19.066 7.°    | 38.216       | 7.° Q        | 19.066 8.° | 19.200 =7.°   | 38.266 | 8.°             | [ 73 ]        |

## Remo
Masculino
| Atleta           | Modalidade      | Eliminatórias | Eliminatórias | Repescagem | Repescagem | Semifinal | Semifinal | Final     | Final     | Colocação final | Referência(s) |
| Atleta           | Modalidade      | Resultado     | Colocação     | Resultado  | Colocação  | Resultado | Colocação | Resultado | Colocação | Colocação final | Referência(s) |
| ---------------- | --------------- | ------------- | ------------- | ---------- | ---------- | --------- | --------- | --------- | --------- | --------------- | ------------- |
| Anderson Nocetti | esquife simples | 7:09.08       | 3.° R         | 7:22.13    | 3.° SF C/D | 7:12.97   | 1.° FC    | 7:01.89   | 2.° FC    | 13.°            | [ 74 ]        |

## Vela
Masculino
| Atleta                                        | Modalidade                | Regatas             | Regatas             | Regatas             | Regatas             | Regatas             | Regatas             | Regatas             | Regatas             | Regatas             | Regatas             | Regatas                | Colocação final     | Referência(s) |
| Atleta                                        | Modalidade                | 1                   | 2                   | 3                   | 4                   | 5                   | 6                   | 7                   | 8                   | 9                   | 10                  | 11 (regata da medalha) | Colocação final     | Referência(s) |
| Atleta                                        | Modalidade                | Pontuação Colocação | Pontuação Colocação | Pontuação Colocação | Pontuação Colocação | Pontuação Colocação | Pontuação Colocação | Pontuação Colocação | Pontuação Colocação | Pontuação Colocação | Pontuação Colocação | Pontuação Colocação    | Pontuação Colocação | Referência(s) |
| --------------------------------------------- | ------------------------- | ------------------- | ------------------- | ------------------- | ------------------- | ------------------- | ------------------- | ------------------- | ------------------- | ------------------- | ------------------- | ---------------------- | ------------------- | ------------- |
| Ricardo Winicki                               | classe windsurf (mistral) | 5.00 5.°            | 10.00 10.°          | 21.00 21.°          | 12.00 12.°          | 22.00 22.°          | 4.00 4.°            | 8.00 8.°            | 14.00 14.°          | 37.00 OCS =34.°     | 21.00 21.°          | 26.00 26.°             | 180.00/117.00 15.°  | [ 75 ]        |
| Christoph Bergmann                            | classe finn               | 10.00 10.°          | 8.00 8.°            | 3.00 3.°            | 21.00 21.°          | 11.00 11.°          | 13.00 13.°          | 9.00 9.°            | 2.00 2.°            | 18.00 18.°          | 20.00 20.°          | 10.00 10.°             | 125.00/84.00 11.°   | [ 76 ]        |
| Alexandre Dias Paradeda André Otto da Fonseca | classe 470                | 14.00 14.°          | 24.00 24.°          | 11.00 11.°          | 21.00 21.°          | 15.00 15.°          | 20.00 20.°          | 27.00 27.°          | 24.00 24.°          | 22.00 22.°          | 21.00 21.°          | 23.00 23.°             | 222.00/171.00 26.°  | [ 77 ]        |

Feminino
| Atleta                        | Modalidade                | Regatas             | Regatas             | Regatas             | Regatas             | Regatas             | Regatas             | Regatas             | Regatas             | Regatas             | Regatas             | Regatas                | Colocação final     | Referência(s) |
| Atleta                        | Modalidade                | 1                   | 2                   | 3                   | 4                   | 5                   | 6                   | 7                   | 8                   | 9                   | 10                  | 11 (regata da medalha) | Colocação final     | Referência(s) |
| Atleta                        | Modalidade                | Pontuação Colocação | Pontuação Colocação | Pontuação Colocação | Pontuação Colocação | Pontuação Colocação | Pontuação Colocação | Pontuação Colocação | Pontuação Colocação | Pontuação Colocação | Pontuação Colocação | Pontuação Colocação    | Pontuação Colocação | Referência(s) |
| ----------------------------- | ------------------------- | ------------------- | ------------------- | ------------------- | ------------------- | ------------------- | ------------------- | ------------------- | ------------------- | ------------------- | ------------------- | ---------------------- | ------------------- | ------------- |
| Christina Forte               | classe windsurf (mistral) | 24.00 24.°          | 22.00 22.°          | 27.00 27.°          | 26.00 26.°          | 24.00 24.°          | 30.00 OCS 27.°      | 26.00 26.°          | 25.00 25.°          | 24.00 24.°          | 25.00 25.°          | 27.00 27.°             | 280.00/223.00 26.°  | [ 78 ]        |
| Fernanda Oliveira Maria Krahe | classe 470                | 16.00 16.°          | 17.00 17.°          | 14.00 14.°          | 14.00 14.°          | 13.00 13.°          | 20.00 DQ 19.°       | 17.00 17.°          | 15.00 15.°          | 20.00 OCS =17.°     | 19.00 19.°          | 18.00 18.°             | 183.00/143.00 19.°  | [ 79 ]        |

Aberto
| Atleta                          | Modalidade     | Regatas             | Regatas             | Regatas             | Regatas             | Regatas             | Regatas             | Regatas             | Regatas             | Regatas             | Regatas             | Regatas                | Colocação final     | Referência(s) |
| Atleta                          | Modalidade     | 1                   | 2                   | 3                   | 4                   | 5                   | 6                   | 7                   | 8                   | 9                   | 10                  | 11 (regata da medalha) | Colocação final     | Referência(s) |
| Atleta                          | Modalidade     | Pontuação Colocação | Pontuação Colocação | Pontuação Colocação | Pontuação Colocação | Pontuação Colocação | Pontuação Colocação | Pontuação Colocação | Pontuação Colocação | Pontuação Colocação | Pontuação Colocação | Pontuação Colocação    | Pontuação Colocação | Referência(s) |
| ------------------------------- | -------------- | ------------------- | ------------------- | ------------------- | ------------------- | ------------------- | ------------------- | ------------------- | ------------------- | ------------------- | ------------------- | ---------------------- | ------------------- | ------------- |
| Robert Scheidt                  | classe laser   | 1.00 1.°            | 2.00 2.°            | 22.00 22.°          | 1.00 1.°            | 12.00 12.°          | 1.00 1.°            | 20.00 20.°          | 5.00 5.°            | 1.00 1.°            | 1.00 1.°            | 44.00 DQ 40.°          | 110.00/44.00 2.°    | [ 80 ]        |
| Marcelo Ferreira Torben Grael   | classe star    | 3.00 3.°            | 13.00 13.°          | 1.00 1.°            | 2.00 2.°            | 1.00 1.°            | 6.00 6.°            | 7.00 7.°            | 4.00 4.°            | 12.00 12.°          | 3.00 3.°            | 17.00 OCS =12.°        | 69.00/39.00 3.°     | [ 81 ]        |
| Kiko Pelicano Maurício Santinha | classe tornado | 17.00 OCS =15.°     | 7.00 7.°            | 6.00 6.°            | 9.00 9.°            | 16.00 16.°          | 13.00 13.°          | 17.00 OCS =12.°     | 5.00 5.°            | 6.00 6.°            | 5.00 5.°            | 11.00 11.°             | 112.00/78.00 11.°   | [ 82 ]        |

(*) Todas as regatas tiveram 11 regatas nessa edição, exceto a classe soling que voltou a ser decidida em fases de play-offs, mas não houve um time brasileiro disputando a modalidade.

## Natação
Masculino
| Atleta                                                            | Modalidade     | Eliminatória | Eliminatória | Semifinal   | Semifinal   | Final       | Final     | Referência(s) |
| Atleta                                                            | Modalidade     | Resultado    | Colocação    | Resultado   | Colocação   | Resultado   | Colocação | Referência(s) |
| ----------------------------------------------------------------- | -------------- | ------------ | ------------ | ----------- | ----------- | ----------- | --------- | ------------- |
| Fernando Scherer                                                  | 50 m livre     | 22.88        | 6.°          | Não avançou | Não avançou | Não avançou | 20.°      | [ 83 ]        |
| Fernando Scherer                                                  | 100 m livre    | DNS          | 8.°          | Não avançou | Não avançou | Não avançou | 74.°      | [ 84 ]        |
| Edvaldo Valério                                                   | 50 m livre     | 22.96        | 7.°          | Não avançou | Não avançou | Não avançou | =23.°     | [ 85 ]        |
| Gustavo Borges                                                    | 100 m livre    | 49.76        | 4.° Q        | 49.93       | 8.°         | Não avançou | 16.°      | [ 86 ]        |
| Rodrigo Castro                                                    | 200 m livre    | 1:53.65      | 7.°          | Não avançou | Não avançou | Não avançou | 33.°      | [ 87 ]        |
| Luiz Lima                                                         | 400 m livre    | 3:53.87      | 6.°          | Não avançou | Não avançou | Não avançou | 17.°      | [ 88 ]        |
| Luiz Lima                                                         | 1500 m livre   | 15:23.15     | 5.°          | Não avançou | Não avançou | Não avançou | 18.°      | [ 89 ]        |
| Alexandre Massura                                                 | 100 m costas   | 55.58        | 3.° Q        | 56.07       | 5.°         | Não avançou | 13.°      | [ 90 ]        |
| Rogério Romero                                                    | 100 m costas   | 56.44        | 8.°          | Não avançou | Não avançou | Não avançou | 23.°      | [ 90 ]        |
| Rogério Romero                                                    | 200 m costas   | 2:00.48      | 3.° Q        | 1:59.69     | 4.° Q       | 1:59.27     | 7.°       | [ 91 ]        |
| Leonardo Costa                                                    | 200 m costas   | 2:01.08      | 6.° Q        | 2:02.26     | 8.°         | Não avançou | 14.°      | [ 91 ]        |
| Eduardo Fischer                                                   | 100 m peito    | 1:03.72      | 7.°          | Não avançou | Não avançou | Não avançou | 31.°      | [ 92 ]        |
| Carlos Jayme Edvaldo Valério Fernando Scherer Gustavo Borges      | 4×100 m livre  | 3:19.29      | 2.° Q        | _           | _           | 3:17.40     | 3.°       | [ 93 ]        |
| Edvaldo Valério Leonardo Costa Luiz Lima Rodrigo Castro           | 4×200 m livre  | 7:26.42      | 7.°          | Não avançou | Não avançou | Não avançou | 13.°      | [ 94 ]        |
| Alexandre Massura Eduardo Fischer Fernando Scherer Gustavo Borges | 4×100 m medley | 3:42.31      | 3.°          | Não avançou | Não avançou | Não avançou | 12.°      | [ 95 ]        |

Feminino
| Atleta         | Modalidade      | Eliminatória | Eliminatória | Semifinal   | Semifinal   | Final       | Final     | Referência(s) |
| Atleta         | Modalidade      | Resultado    | Colocação    | Resultado   | Colocação   | Resultado   | Colocação | Referência(s) |
| -------------- | --------------- | ------------ | ------------ | ----------- | ----------- | ----------- | --------- | ------------- |
| Fabíola Molina | 100 m costas    | 1:03.68      | 8.°          | Não avançou | Não avançou | Não avançou | 24.°      | [ 96 ]        |
| Fabíola Molina | 100 m borboleta | 1:02.77      | 4.°          | Não avançou | Não avançou | Não avançou | 36.°      | [ 97 ]        |

## Tênis de mesa
Masculino
| Atleta                   | Modalidade | Fase de qualificação                | Fase de grupos            | Décimas sextas de final | Oitavas de final     | Quartas de final     | Semifinal            | Final                | Final           | Referência(s) |
| Atleta                   | Modalidade | Adversário Resultado                | Colocação                 | Adversário Resultado    | Adversário Resultado | Adversário Resultado | Adversário Resultado | Adversário Resultado | Colocação final | Referência(s) |
| ------------------------ | ---------- | ----------------------------------- | ------------------------- | ----------------------- | -------------------- | -------------------- | -------------------- | -------------------- | --------------- | ------------- |
| Hugo Hoyama              | simples    | _                                   | GH 1V-1D Games: 5-3 2.° Q | Não avançou             | Não avançou          | Não avançou          | Não avançou          | Não avançou          | =33.°           | [ 98 ]        |
| Carlos Kawai Hugo Hoyama | duplas     | ALG David Kaci / Farid Oulami V 2-0 | GG 1V-1D Games: 2-2 2.°   | Não avançou             | Não avançou          | Não avançou          | Não avançou          | Não avançou          | =17.°           | [ 99 ]        |

Feminino
| Atleta      | Modalidade | Fase de qualificação | Fase de grupos          | Décimas sextas de final | Oitavas de final     | Quartas de final     | Semifinal            | Final                | Final           | Referência(s) |
| Atleta      | Modalidade | Adversário Resultado | Colocação               | Adversário Resultado    | Adversário Resultado | Adversário Resultado | Adversário Resultado | Adversário Resultado | Colocação final | Referência(s) |
| ----------- | ---------- | -------------------- | ----------------------- | ----------------------- | -------------------- | -------------------- | -------------------- | -------------------- | --------------- | ------------- |
| Lígia Silva | simples    | _                    | GJ 0V-2D Games: 1-6 3.° | Não avançou             | Não avançou          | Não avançou          | Não avançou          | Não avançou          | =49.°           | [ 100 ]       |

## Taekwondo
Feminino
| Atleta          | Modalidade | Rodada 1                  | Quartas de final     | Semifinal            | Repescagem 1         | Repescagem 2         | Disputa de 3.°       | Final                | Colocação final | Referência(s) |
| Atleta          | Modalidade | Adversário Resultado      | Adversário Resultado | Adversário Resultado | Adversário Resultado | Adversário Resultado | Adversário Resultado | Adversário Resultado | Colocação final | Referência(s) |
| --------------- | ---------- | ------------------------- | -------------------- | -------------------- | -------------------- | -------------------- | -------------------- | -------------------- | --------------- | ------------- |
| Carmen Carolina | peso pena  | ITA Cristiana Corsi D 2-5 | Não avançou          | Não avançou          | Não avançou          | Não avançou          | Não avançou          | Não avançou          | =10.°           | [ 101 ]       |

## Tênis
Masculino
| Atleta                       | Modalidade | Trigésimas segundas de final          | Décimas sextas de final                            | Oitavas de final                  | Quartas de final                       | Semifinal            | Decisão do bronze    | Final                | Colocação | Referência(s) |
| Atleta                       | Modalidade | Adversário Resultado                  | Adversário Resultado                               | Adversário Resultado              | Adversário Resultado                   | Adversário Resultado | Adversário Resultado | Adversário Resultado | Colocação | Referência(s) |
| ---------------------------- | ---------- | ------------------------------------- | -------------------------------------------------- | --------------------------------- | -------------------------------------- | -------------------- | -------------------- | -------------------- | --------- | ------------- |
| Gustavo Kuerten              | simples    | BEN Christophe Pognon V 2-0 (6-1•6-1) | GER Rainer Schüttler V 2-0 (6-4•6-4)               | CRO Ivan Ljubičić V 2-0 (7-62•6-3 | RUS Yevgeny Kafelnikov D 0-2 (4-6•5-7) | Não avançou          | Não avançou          | Não avançou          | =5.°      | [ 102 ]       |
| Gustavo Kuerten Jaime Oncins | duplas     | _                                     | CAN Daniel Nestor Sébastien Lareau D 0-2 (1-6•4-6) | Não avançou                       | Não avançou                            | Não avançou          | Não avançou          | Não avançou          | =17.°     | [ 103 ]       |

Feminino
| Atleta                     | Modalidade | Trigésimas segundas de final | Décimas sextas de final           | Oitavas de final                                         | Quartas de final     | Semifinal            | Decisão do bronze    | Final                | Colocação | Referência(s) |
| Atleta                     | Modalidade | Adversário Resultado         | Adversário Resultado              | Adversário Resultado                                     | Adversário Resultado | Adversário Resultado | Adversário Resultado | Adversário Resultado | Colocação | Referência(s) |
| -------------------------- | ---------- | ---------------------------- | --------------------------------- | -------------------------------------------------------- | -------------------- | -------------------- | -------------------- | -------------------- | --------- | ------------- |
| Joana Cortez Vanessa Menga | duplas     | _                            | CHN Li Na Li Ting V 2-0 (6-4•6-2) | HUN Petra Mandula Katalin Marosi-Aracama D 0-2 (2-6•3-6) | Não avançou          | Não avançou          | Não avançou          | Não avançou          | =9.°      | [ 104 ]       |

## Triatlo
Masculino
| Atleta            | Modalidade         | Natação 1500 m | Transição ciclismo | Ciclismo 40 km | Transição corrida | Corrida 10 km | Colocação final | Referência(s) |
| ----------------- | ------------------ | -------------- | ------------------ | -------------- | ----------------- | ------------- | --------------- | ------------- |
| Leandro Macedo    | distância Olímpica | 18:24.49 41.°  | 21.60 10.°         | 58:19.60 4.°   | 20.60 31.°        | 32:24.40 14.° | 1:49:50.69 14.° | [ 105 ]       |
| Juraci Moreira    | distância Olímpica | 18:26.09 44.°  | 23.40 26.°         | 58:25.20 10.°  | 20.21 26.°        | 33:09.89 22.° | 1:50:44.79 22.° | [ 105 ]       |
| Armando Barcellos | distância Olímpica | 18:23.59 39.°  | 22.30 =17.°        | 58:30.00 13.°  | 21.90 =39.°       | 36:04.84 45.° | 1:53:42.63 39.° | [ 105 ]       |

Feminino
| Atleta        | Modalidade         | Natação 1500 m | Transição ciclismo | Ciclismo 40 km | Transição corrida | Corrida 10 km | Colocação final | Referência(s) |
| ------------- | ------------------ | -------------- | ------------------ | -------------- | ----------------- | ------------- | --------------- | ------------- |
| Sandra Soldan | distância Olímpica | 19:18.68 14.°  | 26.60 17.°         | 1-05:12.50 4.° | 28.60 38.°        | 37:53.48 20.° | 2:03:19.86 11.° | [ 106 ]       |
| Mariana Ohata | distância Olímpica | 20:10.08 28.°  | 24.20 4.°          | DNF =43.°      | DNS =41.°         | DNS =41.°     | DNS =41.°       | [ 106 ]       |
| Carla Moreno  | distância Olímpica | 20:09.58 27.°  | 26.71 18.°         | DNF =43.°      | DNS =41.°         | DNS =41.°     | DNS =41.°       | [ 106 ]       |

## Voleibol
Masculino
Primeira fase
Grupo A
| V |  | Brasil | 3–0 | Austrália | (25-13•25-14•25-21) |  |  |

| V |  | Brasil | 3–0 | Egito | (30-28•25-18•25-21) |  |  |

| V |  | Brasil | 3–0 | Países Baixos | (25-20•25-17•27-25) |  |  |

| V |  | Brasil | 3–1 | Espanha | (25-27•25-14•25-21•25-20) |  |  |

| V |  | Brasil | 3–0 | Cuba | (28-26•30-28•25-18) |  |  |

Colocação no grupo: 1.° Q
Tabela - Grupo A
| Equipe        | Jogos | Vitórias | Derrotas | Sets pró | Sets contra | Saldo de sets | Pontos |
| ------------- | ----- | -------- | -------- | -------- | ----------- | ------------- | ------ |
| Brasil        | 5     | 5        | 0        | 15       | 1           | +14           | 10     |
| Países Baixos | 5     | 4        | 1        | 12       | 5           | +7            | 9      |
| Cuba          | 5     | 3        | 2        | 9        | 7           | +2            | 8      |
| Austrália     | 5     | 2        | 3        | 6        | 10          | -4            | 7      |
| Espanha       | 5     | 1        | 4        | 7        | 12          | -5            | 6      |
| Egito         | 5     | 0        | 5        | 1        | 15          | -14           | 5      |

|  | Classificados para as quartas de final |

Quartas de final
| D |  | Argentina | 3–1 | Brasil | (17-25•25-21•25-19•27-25) |  |  |

Torneio de 5.° a 8.°
| V |  | Brasil | 3–2 | Cuba | (23-25•17-15•25-21•26-24•15-11) |  |  |

Disputa do 5.° lugar
| D |  | Países Baixos | 3–0 | Brasil | (25-21•25-20•25-22) |  |  |

Colocação final: 6.°
Equipe:
André Heller
Dante Amaral
Douglas Chiarotti
Giba Godoy
Giovane Gávio
Gustavo Endres
Kid Teixeira
Marcelinho Elgarten
Maurício Lima
Max Jéferson
Nalbert Bitencourt
Tande Samuel

Referência(s): 
Feminino
Primeira fase
Grupo A
| V |  | Brasil | 3–0 | Quênia | (25-8•25-11•25-13) |  |  |

| V |  | Brasil | 3–0 | Austrália | (25-13•25-18•25-17) |  |  |

| V |  | Brasil | 3–0 | China | (25-14•25-21•25-18) |  |  |

| V |  | Brasil | 3–0 | Croácia | (25-21•25-23•25-23) |  |  |

| V |  | Brasil | 3–1 | Estados Unidos | (25-17•20-25•25-15•25-15) |  |  |

Colocação no grupo: 1.° Q
Tabela - Grupo A
| Equipe         | Jogos | Vitórias | Derrotas | Sets pró | Sets contra | Saldo de sets | Pontos |
| -------------- | ----- | -------- | -------- | -------- | ----------- | ------------- | ------ |
| Brasil         | 5     | 5        | 0        | 15       | 1           | +14           | 10     |
| Estados Unidos | 5     | 4        | 1        | 13       | 4           | +9            | 9      |
| Croácia        | 5     | 3        | 2        | 9        | 9           | 0             | 8      |
| China          | 5     | 2        | 3        | 8        | 9           | -1            | 7      |
| Austrália      | 5     | 1        | 4        | 4        | 13          | -9            | 6      |
| Quênia         | 5     | 0        | 5        | 2        | 15          | -13           | 5      |

|  | Classificados para as quartas de final |

Quartas de final
| V |  | Brasil | 3–0 | Alemanha | (25-22•25-18•25-17) |  |  |

Semifinal
| D |  | Cuba | 3–2 | Brasil | (27-29•25-19•21-25•25-19•15-9) |  |  |

Decisão do 3.° lugar
| V |  | Brasil | 3–0 | Estados Unidos | (25-18•25-22•25-21) |  |  |

Colocação final: 3.°
Equipe:
Elisângela Oliveira
Érika Coimbra
Hélia Fofão
Janina Conceição
Karin Rodrigues
Kátia Lopes
Kelly Fraga
Leila Barros
Raquel Silva
Ricarda Negrão
Virna Dias
Walewska Oliveira

Referência(s): 

## Levantamento de peso
Feminino
| Atleta                | Modalidade             | Arranco   | Arranco   | Arremesso | Arremesso | Total  | Colocação final | Referência(s) |
| Atleta                | Modalidade             | Resultado | Colocação | Resultado | Colocação | Total  | Colocação final | Referência(s) |
| --------------------- | ---------------------- | --------- | --------- | --------- | --------- | ------ | --------------- | ------------- |
| Maria Elisabete Jorge | peso mosca (até 48 kg) | 60.00     | 9.°       | 75.00     | 9.°       | 135.00 | 9.°             | [ 109 ]       |

## Multimedalhistas
Nesta seção listam-se os atletas brasileiros detentores de pelo menos 2 pódios Olímpicos, desde as edições pregressas, até essa edição. A ordem de classificação se segue pelos seguintes critérios:
1. Maior número de medalhas de ouro;
2. Maior número de medalhas de prata;
3. Maior número de medalhas de bronze;
4. Conquista mais antiga;
5. Esporte ou modalidade mais antiga no programa Olímpico;
6. Ordem alfabética.

| Posição | Atleta                      | Esporte        | Ouro | Prata | Bronze | Jogos            | Medalha de ouro | Medalha de prata | Medalha de bronze | Total de medalhas |
| ------- | --------------------------- | -------------- | ---- | ----- | ------ | ---------------- | --------------- | ---------------- | ----------------- | ----------------- |
| 1.°     | Adhemar Ferreira da Silva   | Atletismo      | 2    | 0     | 0      | Helsinque 1952   | 1               | 0                | 0                 | 2                 |
| 1.°     | Adhemar Ferreira da Silva   | Atletismo      | 2    | 0     | 0      | Melbourne 1956   | 1               | 0                | 0                 | 2                 |
| 2.°     | Torben Grael                | Vela           | 1    | 1     | 2      | Los Angeles 1984 | 0               | 1                | 0                 | 4                 |
| 2.°     | Torben Grael                | Vela           | 1    | 1     | 2      | Seul 1988        | 0               | 0                | 1                 | 4                 |
| 2.°     | Torben Grael                | Vela           | 1    | 1     | 2      | Barcelona 1992   | 1               | 0                | 0                 | 4                 |
| 2.°     | Torben Grael                | Vela           | 1    | 1     | 2      | Sydney 2000      | 0               | 0                | 1                 | 4                 |
| 3.°     | Joaquim Cruz                | Atletismo      | 1    | 1     | 0      | Los Angeles 1984 | 1               | 0                | 0                 | 2                 |
| 3.°     | Joaquim Cruz                | Atletismo      | 1    | 1     | 0      | Seul 1988        | 0               | 1                | 0                 | 2                 |
| 4.°     | Amauri Ribeiro              | Vôlei          | 1    | 1     | 0      | Los Angeles 1984 | 0               | 1                | 0                 | 2                 |
| 4.°     | Amauri Ribeiro              | Vôlei          | 1    | 1     | 0      | Atlanta 1996     | 1               | 0                | 0                 | 2                 |
| 5.°     | Robert Scheidt              | Vela           | 1    | 1     | 0      | Atlanta 1996     | 1               | 0                | 0                 | 2                 |
| 5.°     | Robert Scheidt              | Vela           | 1    | 1     | 0      | Sydney 2000      | 0               | 1                | 0                 | 2                 |
| 6.°     | Guilherme Paraense          | Tiro esportivo | 1    | 0     | 1      | Antuérpia 1920   | 1               | 0                | 1                 | 2                 |
| 7.°     | Aurélio Miguel              | Judô           | 1    | 0     | 1      | Seul 1988        | 1               | 0                | 0                 | 2                 |
| 7.°     | Aurélio Miguel              | Judô           | 1    | 0     | 1      | Atlanta 1996     | 0               | 0                | 1                 | 2                 |
| 8.°     | Sandra Pires                | Vôlei de praia | 1    | 0     | 1      | Atlanta 1996     | 1               | 0                | 0                 | 2                 |
| 8.°     | Sandra Pires                | Vôlei de praia | 1    | 0     | 1      | Sydney 2000      | 0               | 0                | 1                 | 2                 |
| 9.°     | Marcelo Ferreira            | Vela           | 1    | 0     | 1      | Atlanta 1996     | 1               | 0                | 0                 | 2                 |
| 9.°     | Marcelo Ferreira            | Vela           | 1    | 0     | 1      | Sydney 2000      | 0               | 0                | 1                 | 2                 |
| 10.°    | Gustavo Borges              | Natação        | 0    | 2     | 2      | Barcelona 1992   | 0               | 1                | 0                 | 4                 |
| 10.°    | Gustavo Borges              | Natação        | 0    | 2     | 2      | Atlanta 1996     | 0               | 1                | 1                 | 4                 |
| 10.°    | Gustavo Borges              | Natação        | 0    | 2     | 2      | Sydney 2000      | 0               | 0                | 1                 | 4                 |
| 11.°    | Ademir Roque                | Futebol        | 0    | 2     | 0      | Los Angeles 1984 | 0               | 1                | 0                 | 2                 |
| 11.°    | Ademir Roque                | Futebol        | 0    | 2     | 0      | Seul 1988        | 0               | 1                | 0                 | 2                 |
| 12.°    | Luiz Carlos Winck           | Futebol        | 0    | 2     | 0      | Los Angeles 1984 | 0               | 1                | 0                 | 2                 |
| 12.°    | Luiz Carlos Winck           | Futebol        | 0    | 2     | 0      | Seul 1988        | 0               | 1                | 0                 | 2                 |
| 13.°    | Afrânio da Costa            | Tiro esportivo | 0    | 1     | 1      | Antuérpia 1920   | 0               | 1                | 1                 | 2                 |
| 14.°    | Nelson Prudêncio            | Atletismo      | 0    | 1     | 1      | México 1968      | 0               | 1                | 0                 | 2                 |
| 14.°    | Nelson Prudêncio            | Atletismo      | 0    | 1     | 1      | Munique 1972     | 0               | 0                | 1                 | 2                 |
| 15.°    | Bebeto Gama                 | Futebol        | 0    | 1     | 1      | Seul 1988        | 0               | 1                | 0                 | 2                 |
| 15.°    | Bebeto Gama                 | Futebol        | 0    | 1     | 1      | Atlanta 1996     | 0               | 0                | 1                 | 2                 |
| 16.°    | Adriana Samuel              | Vôlei de praia | 0    | 1     | 1      | Atlanta 1996     | 0               | 1                | 0                 | 2                 |
| 16.°    | Adriana Samuel              | Vôlei de praia | 0    | 1     | 1      | Sydney 2000      | 0               | 0                | 1                 | 2                 |
| 17.°    | André Domingos              | Atletismo      | 0    | 1     | 1      | Atlanta 1996     | 0               | 0                | 1                 | 2                 |
| 17.°    | André Domingos              | Atletismo      | 0    | 1     | 1      | Sydney 2000      | 0               | 1                | 0                 | 2                 |
| 18.°    | Édson Luciano               | Atletismo      | 0    | 1     | 1      | Atlanta 1996     | 0               | 0                | 1                 | 2                 |
| 18.°    | Édson Luciano               | Atletismo      | 0    | 1     | 1      | Sydney 2000      | 0               | 1                | 0                 | 2                 |
| 19.°    | Adriana Santos              | Basquete       | 0    | 1     | 1      | Atlanta 1996     | 0               | 1                | 0                 | 2                 |
| 19.°    | Adriana Santos              | Basquete       | 0    | 1     | 1      | Sydney 2000      | 0               | 0                | 1                 | 2                 |
| 20.°    | Alessandra Santos           | Basquete       | 0    | 1     | 1      | Atlanta 1996     | 0               | 1                | 0                 | 2                 |
| 20.°    | Alessandra Santos           | Basquete       | 0    | 1     | 1      | Sydney 2000      | 0               | 0                | 1                 | 2                 |
| 21.°    | Cíntia Tuiú                 | Basquete       | 0    | 1     | 1      | Atlanta 1996     | 0               | 1                | 0                 | 2                 |
| 21.°    | Cíntia Tuiú                 | Basquete       | 0    | 1     | 1      | Sydney 2000      | 0               | 0                | 1                 | 2                 |
| 22.°    | Janeth Arcain               | Basquete       | 0    | 1     | 1      | Atlanta 1996     | 0               | 1                | 0                 | 2                 |
| 22.°    | Janeth Arcain               | Basquete       | 0    | 1     | 1      | Sydney 2000      | 0               | 0                | 1                 | 2                 |
| 23.°    | Marta Sobral                | Basquete       | 0    | 1     | 1      | Atlanta 1996     | 0               | 1                | 0                 | 2                 |
| 23.°    | Marta Sobral                | Basquete       | 0    | 1     | 1      | Sydney 2000      | 0               | 0                | 1                 | 2                 |
| 24.°    | Silvinha Luz                | Basquete       | 0    | 1     | 1      | Atlanta 1996     | 0               | 1                | 0                 | 2                 |
| 24.°    | Silvinha Luz                | Basquete       | 0    | 1     | 1      | Sydney 2000      | 0               | 0                | 1                 | 2                 |
| 25.°    | Zenny Algodão               | Basquete       | 0    | 0     | 2      | Londres 1948     | 0               | 0                | 1                 | 2                 |
| 25.°    | Zenny Algodão               | Basquete       | 0    | 0     | 2      | Roma 1960        | 0               | 0                | 1                 | 2                 |
| 26.°    | Amaury Pasos                | Basquete       | 0    | 0     | 2      | Roma 1960        | 0               | 0                | 1                 | 2                 |
| 26.°    | Amaury Pasos                | Basquete       | 0    | 0     | 2      | Tóquio 1964      | 0               | 0                | 1                 | 2                 |
| 27.°    | Antonio Sucar               | Basquete       | 0    | 0     | 2      | Roma 1960        | 0               | 0                | 1                 | 2                 |
| 27.°    | Antonio Sucar               | Basquete       | 0    | 0     | 2      | Tóquio 1964      | 0               | 0                | 1                 | 2                 |
| 28.°    | Carlos Mosquito             | Basquete       | 0    | 0     | 2      | Roma 1960        | 0               | 0                | 1                 | 2                 |
| 28.°    | Carlos Mosquito             | Basquete       | 0    | 0     | 2      | Tóquio 1964      | 0               | 0                | 1                 | 2                 |
| 29.°    | Carmo Rosa Branca           | Basquete       | 0    | 0     | 2      | Roma 1960        | 0               | 0                | 1                 | 2                 |
| 29.°    | Carmo Rosa Branca           | Basquete       | 0    | 0     | 2      | Tóquio 1964      | 0               | 0                | 1                 | 2                 |
| 30.°    | Edson Bispo                 | Basquete       | 0    | 0     | 2      | Roma 1960        | 0               | 0                | 1                 | 2                 |
| 30.°    | Edson Bispo                 | Basquete       | 0    | 0     | 2      | Tóquio 1964      | 0               | 0                | 1                 | 2                 |
| 31.°    | Jatyr Schall                | Basquete       | 0    | 0     | 2      | Roma 1960        | 0               | 0                | 1                 | 2                 |
| 31.°    | Jatyr Schall                | Basquete       | 0    | 0     | 2      | Tóquio 1964      | 0               | 0                | 1                 | 2                 |
| 32.°    | Wlamir Marques              | Basquete       | 0    | 0     | 2      | Roma 1960        | 0               | 0                | 1                 | 2                 |
| 32.°    | Wlamir Marques              | Basquete       | 0    | 0     | 2      | Tóquio 1964      | 0               | 0                | 1                 | 2                 |
| 33.°    | Reinaldo Conrad             | Vela           | 0    | 0     | 2      | México 1968      | 0               | 0                | 1                 | 2                 |
| 33.°    | Reinaldo Conrad             | Vela           | 0    | 0     | 2      | Montreal 1976    | 0               | 0                | 1                 | 2                 |
| 34.°    | João Carlos de Oliveira     | Atletismo      | 0    | 0     | 2      | Montreal 1976    | 0               | 0                | 1                 | 2                 |
| 34.°    | João Carlos de Oliveira     | Atletismo      | 0    | 0     | 2      | Moscou 1980      | 0               | 0                | 1                 | 2                 |
| 35.°    | Lars Grael                  | Vela           | 0    | 0     | 2      | Seul 1988        | 0               | 0                | 1                 | 2                 |
| 35.°    | Lars Grael                  | Vela           | 0    | 0     | 2      | Atlanta 1996     | 0               | 0                | 1                 | 2                 |
| 36.°    | Robson Caetano              | Atletismo      | 0    | 0     | 2      | Seul 1988        | 0               | 0                | 1                 | 2                 |
| 36.°    | Robson Caetano              | Atletismo      | 0    | 0     | 2      | Atlanta 1996     | 0               | 0                | 1                 | 2                 |
| 37.°    | Fernando Scherer            | Natação        | 0    | 0     | 2      | Atlanta 1996     | 0               | 0                | 1                 | 2                 |
| 37.°    | Fernando Scherer            | Natação        | 0    | 0     | 2      | Sydney 2000      | 0               | 0                | 1                 | 2                 |
| 38.°    | Álvaro Doda de Miranda Neto | Hipismo        | 0    | 0     | 2      | Atlanta 1996     | 0               | 0                | 1                 | 2                 |
| 38.°    | Álvaro Doda de Miranda Neto | Hipismo        | 0    | 0     | 2      | Sydney 2000      | 0               | 0                | 1                 | 2                 |
| 39.°    | André Johannpeter           | Hipismo        | 0    | 0     | 2      | Atlanta 1996     | 0               | 0                | 1                 | 2                 |
| 39.°    | André Johannpeter           | Hipismo        | 0    | 0     | 2      | Sydney 2000      | 0               | 0                | 1                 | 2                 |
| 40.°    | Luiz Felipe de Azevedo      | Hipismo        | 0    | 0     | 2      | Atlanta 1996     | 0               | 0                | 1                 | 2                 |
| 40.°    | Luiz Felipe de Azevedo      | Hipismo        | 0    | 0     | 2      | Sydney 2000      | 0               | 0                | 1                 | 2                 |
| 41.°    | Rodrigo Pessoa              | Hipismo        | 0    | 0     | 2      | Atlanta 1996     | 0               | 0                | 1                 | 2                 |
| 41.°    | Rodrigo Pessoa              | Hipismo        | 0    | 0     | 2      | Sydney 2000      | 0               | 0                | 1                 | 2                 |
| 42.°    | Hélia Fofão                 | Vôlei          | 0    | 0     | 2      | Atlanta 1996     | 0               | 0                | 1                 | 2                 |
| 42.°    | Hélia Fofão                 | Vôlei          | 0    | 0     | 2      | Sydney 2000      | 0               | 0                | 1                 | 2                 |
| 43.°    | Leila Barros                | Vôlei          | 0    | 0     | 2      | Atlanta 1996     | 0               | 0                | 1                 | 2                 |
| 43.°    | Leila Barros                | Vôlei          | 0    | 0     | 2      | Sydney 2000      | 0               | 0                | 1                 | 2                 |
| 44.°    | Virna Dias                  | Vôlei          | 0    | 0     | 2      | Atlanta 1996     | 0               | 0                | 1                 | 2                 |
| 44.°    | Virna Dias                  | Vôlei          | 0    | 0     | 2      | Sydney 2000      | 0               | 0                | 1                 | 2                 |

## Medalhas
| Medalha | Atleta | Esporte           | Modalidade    | Data       |
| ------- | --- | ----------------- | ------------- | ---------- |
| Prata   | Tiago Camilo | Judô              | peso leve     | 18/09/2000 |
| Prata   | Carlos Honorato | Judô              | peso médio    | 20/09/2000 |
| Prata   | Adriana Behar Shelda Bedê | Voleibol de praia | dupla praia   | 25/09/2000 |
| Prata   | Ricardo Santos Zé Marco Melo | Voleibol          | dupla praia   | 26/09/2000 |
| Prata   | Robert Scheidt | Vela              | classe laser  | 29/09/2000 |
| Prata   | André Domingos Claudinei Quirino Cláudio Roberto Souza Édson Luciano Vicente Lenílson | Atletismo         | 4×100 m rasos | 30/09/2000 |
| Bronze  | Carlos Jayme Edvaldo Valério Fernando Scherer Gustavo Borges | Natação           | 4x100 m livre | 16/09/2000 |
| Bronze  | Adriana Samuel Sandra Pires | Voleibol          | dupla praia   | 25/09/2000 |
| Bronze  | Álvaro Doda de Miranda Neto André Johannpeter Luiz Felipe de Azevedo Rodrigo Pessoa | Hipismo           | equipe saltos | 28/09/2000 |
| Bronze  | Marcelo Ferreira Torben Grael | Vela              | classe star   | 30/09/2000 |
| Bronze  | Seleção Brasileira de Voleibol Feminino Elisângela Oliveira Érika Coimbra Hélia Fofão Janina Conceição Karin Rodrigues Kátia Lopes Kelly Fraga Leila Barros Raquel Silva Ricarda Negrão Virna Dias Walewska Oliveira | Voleibol          | equipe quadra | 30/09/2000 |
| Bronze  | Seleção Brasileira de Basquetebol Feminino Adriana Santos Adrianinha Pinto Alessandra Santos Cíntia Tuiú Claudinha Neves Helen Luz Janeth Arcain Kelly Santos Lilian Gonçalves Marta Sobral Silvinha Luz Zaine David | Basquetebol       | equipe quadra | 30/09/2000 |

| Medalhas por esporte | Medalhas por esporte | Medalhas por esporte | Medalhas por esporte | Medalhas por esporte |
| Esporte              | Medalha de ouro      | Medalha de prata     | Medalha de bronze    | Total de medalhas    |
| -------------------- | -------------------- | -------------------- | -------------------- | -------------------- |
| Natação              | 0                    | 0                    | 1                    | 1                    |
| Judô                 | 0                    | 2                    | 0                    | 2                    |
| Voleibol de praia    | 0                    | 2                    | 1                    | 3                    |
| Hipismo              | 0                    | 0                    | 1                    | 1                    |
| Vela                 | 0                    | 1                    | 1                    | 2                    |
| Atletismo            | 0                    | 1                    | 0                    | 1                    |
| Voleibol             | 0                    | 0                    | 1                    | 1                    |
| Basquetebol          | 0                    | 0                    | 1                    | 1                    |
| Total                | 0                    | 6                    | 6                    | 12                   |